# Абу-Даби Плаза
«Абу-Даби Плаза» (каз. Абу-Даби Плаза, англ. Abu Dhabi Plaza) —  многофункциональный комплекс в городе Астана.

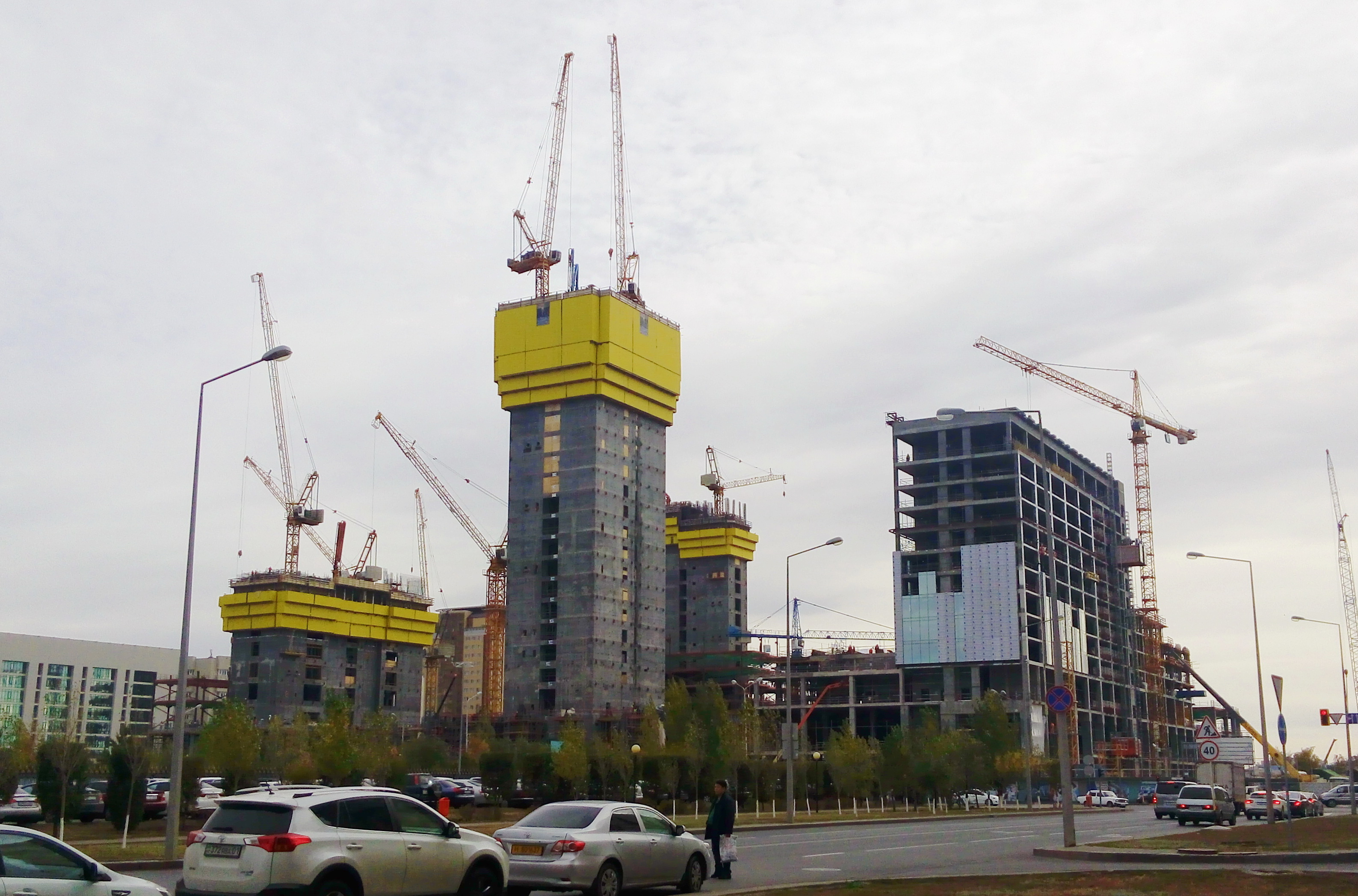
Строительство объекта в 2015 году

## История
11 июня 2009 года Казахстан и Объединённые Арабские Эмираты после двух лет разработки проекта подписали соглашение о строительстве многофункционального комплекса Абу Даби Плаза.
28 августа 2009 года первый президент Республики Казахстан Нурсултан Назарбаев заложил капсулу в фундамент строительства комплекса, отметив, что Абу Даби Плаза «станет символом города и будет его украшать».

## Основные объекты комплекса
Многофункциональный комплекс «Абу Даби Плаза» состоит из пяти зданий, общей площадью более 500 тыс. м²:
- Самая высокая башня, высотой 382 метра, насчитывает 75 этажей, здесь расположены офисы и жилые помещения.
- В двух башнях высотой в 29 и 30 этажей размещены офисные помещения на общей площади 84 тыс. м².
- В 15-этажной башне расположены жилые апартаменты с прямым доступом в торговый центр.
- Также в «Абу Даби Плаза» находится пятизвёздочная гостиница «Sheraton», открывшая свои двери 16 марта 2020 года. Гостиница вмещает 190 номеров и 100 апартаментов, обслуживаемых «Sheraton».

Торговый центр «Абу Даби Плаза» был открыт 2 декабря 2019 года. Его площадь составляет 26 тыс. м² и вмещает магазины и рестораны, расположенные на двух уровнях.
В комплекс также входит четырёхуровневый паркинг на более 4000 парковочных мест, предназначенный для посетителей торгового центра, жильцов апартаментов и работников офисов.

## Застройщик
«Aldar Properties PJSC» — девелопер объектов недвижимости в Абу-Даби с активами на 10 млрд. долларов США и земельным фондом в 75 млн м². Архитектурные сооружения застройщика расположены в Объединённых Арабских Эмиратах и на территории других стран Ближнего Востока.
Среди проектов компании — здание штаб-квартиры компании в Al Raha Beach, the Gate Towers в Shams Abu Dhabi на острове Al Reem и автодром Formula-1 на острове Yas.

## Технологии строительства
Комплекс «Абу Даби Плаза» спроектирован в соответствии с руководством по энергоэффективному и экологическому проектированию, согласно добровольной системе сертификации зданий, относящихся к зелёному строительству LEED. Небоскреб построен по монолитно-каркасной технологии с практически полным остеклением.